# 小野武正
小野 武正（おの たけまさ、1988年9月19日 - ）は、日本のギタリスト、DJ、ソングライター。KEYTALK、Alaska Jamのギタリスト。埼玉県さいたま市見沼区出身。血液型A型。

## 人物
中学校2年時からクラシック・ギターを習う。高校時代における軽音楽部の仮入部時には「体験入部で楽器を触らせてもらったんですけど、そのときにギターを弾いていた武正くんの態度がデカすぎて、上級生かと思いました(笑)」と同級生の八木が語っている。
KEYTALKの発起人の一人。前身バンドであるrealではボーカルも担当していた。ライブではMCも担当しており、「ペーい!」でコールアンドレスポンスをするのが恒例となっている。
2004年にKEYTALK（当時real）、2010年にAlaska Jamを結成し、精力的に活動を行う。てんぷらDJアゲまさ名義でDJ活動も行っているほか、伊藤フルート革命とEDOsessionのメンバーとして、不定期で活動を行っている。2010年から2013年頃までは事務所の先輩バンドであるNUDGE'EM ALLのサポートメンバーとしても活動していた。KEYTALK活動休止後の2024年には、PUNGOROACH名義でロイヤルギャルを結成した。
モノノフ（ももいろクローバーZのファンの呼称）であることを公言しており、ライブにもたびたび足を運んでいた（推しメンは百田夏菜子）。
2025年3月10日、PASSPO☆の元メンバーである根岸愛との結婚を発表した。

## 出演

### 映画
- さよなら、バンドアパート（2021年7月15日公開） - シンイチロウ 役[1]

## ディスコグラフィ

### Alaska Jam

#### 配信限定シングル
|     | 発売日         | タイトル         |
| --- | -------------- | ---------------- |
| 1st | 2023年10月17日 | Howing           |
| 2nd | 2023年10月31日 | ゴーストピーポー |
| 3rd | 2024年04月17日 | クラフトビール   |

#### EP
|     | 発売日         | タイトル   |
| --- | -------------- | ---------- |
| 1st | 2019年11月06日 | EPISODE:I  |
| 2nd | 2024年04月28日 | EPISODE:II |

#### ミニ・アルバム
|     | 発売日         | タイトル            | 生産番号 |
| --- | -------------- | ------------------- | -------- |
| 1st | 2013年03月13日 | HELLA HELLA GOOD!!  | WRCD-65  |
| 2nd | 2014年07月02日 | MELLA MELLA HERO!!  | WRCD-68  |
| 3rd | 2016年12月07日 | BE YOUNG! BE HAPPY! | WRCD-71  |

### 伊藤フルート革命

#### デモ音源
|     | 発売日         | タイトル     |
| --- | -------------- | ------------ |
| 1st | 2011年         | 革命の軌跡   |
| 2nd | 2012年         | ダリの方舟   |
| 3rd | 2013年02月26日 | 美しい奴等   |
| 4th | 2014年05月14日 | グレイトフル |

配信限定シングル
|     | 発売日         | タイトル      |
| --- | -------------- | ------------- |
| 1st | 2019年06月05日 | Immortal DHPT |

アルバム
|     | 発売日         | タイトル         |
| --- | -------------- | ---------------- |
| 1st | 2018年09月19日 | 伊藤フルート革命 |

### 参加作品
- NUDGE'EM ALL 4thフルアルバム『SEE』（2011年9月07日発売）

## 楽曲提供
- ナト☆キャン[注 2]「スペクトル」（2013年、作曲）[14][注 3]
- ばってん少女隊
  - 「よかよかダンス」（2016年、作詞・作曲）[15]
  - 「BDM」（2018年、作詞・作曲）[16]
  - 「MILLION SUMMERS」（2020年、作詞・作曲）[17]
- ユメノノア「ミラージュ」（2023年、作曲・編曲）
- 感覚ピエロ「KARASAWAGI (feat. 小野武正 from KEYTALK)」（2023年、作詞・作曲・編曲）
- Finally「夏の怪獣」（2024年、作詞・作曲）

### プロデュース
・SPARK!!SOUND!!SHOW!!「morning glow」（2023年）